# Diptford
Diptford är en by och en civil parish i South Hams i Storbritannien. Den ligger i grevskapet Devon och riksdelen England, i den södra delen av landet, 290 km väster om huvudstaden London. Orten har 503 invånare (2001). Den har en kyrka. Byn nämndes i Domedagsboken (Domesday Book) år 1086, och kallades då Depeforde/Depeforda.